# Conshohocken
Conshohocken ist ein Borough im Montgomery County im Südosten des US-Bundesstaates Pennsylvania. Das U.S. Census Bureau hat bei der Volkszählung 2020 eine Einwohnerzahl von 9.261 ermittelt.
Conshocken liegt am Schuylkill River nordwestlich von Philadelphia und ist unter anderem Sitz des Chemieunternehmens Quaker Chemical.

## Einwohnerentwicklung
| 1900  | 1910  | 1920  | 1930   | 1940   | 1950   | 1960   | 1970   | 1980  | 1990  | 2000  | 2010  | 2020  |
| ----- | ----- | ----- | ------ | ------ | ------ | ------ | ------ | ----- | ----- | ----- | ----- | ----- |
| 5.762 | 7.480 | 8.481 | 10.815 | 10.776 | 10.922 | 10.259 | 10.195 | 8.599 | 8.064 | 7.589 | 7.833 | 9.261 |

## Persönlichkeiten
- John Cairns, Jr. (1923–2017), Ökologe, Limnologe und Ökotoxikologe
- Anthony C. Zinni (* 1943), General des United States Marine Corps